# Preludios, Op. 32 (Rajmáninov)

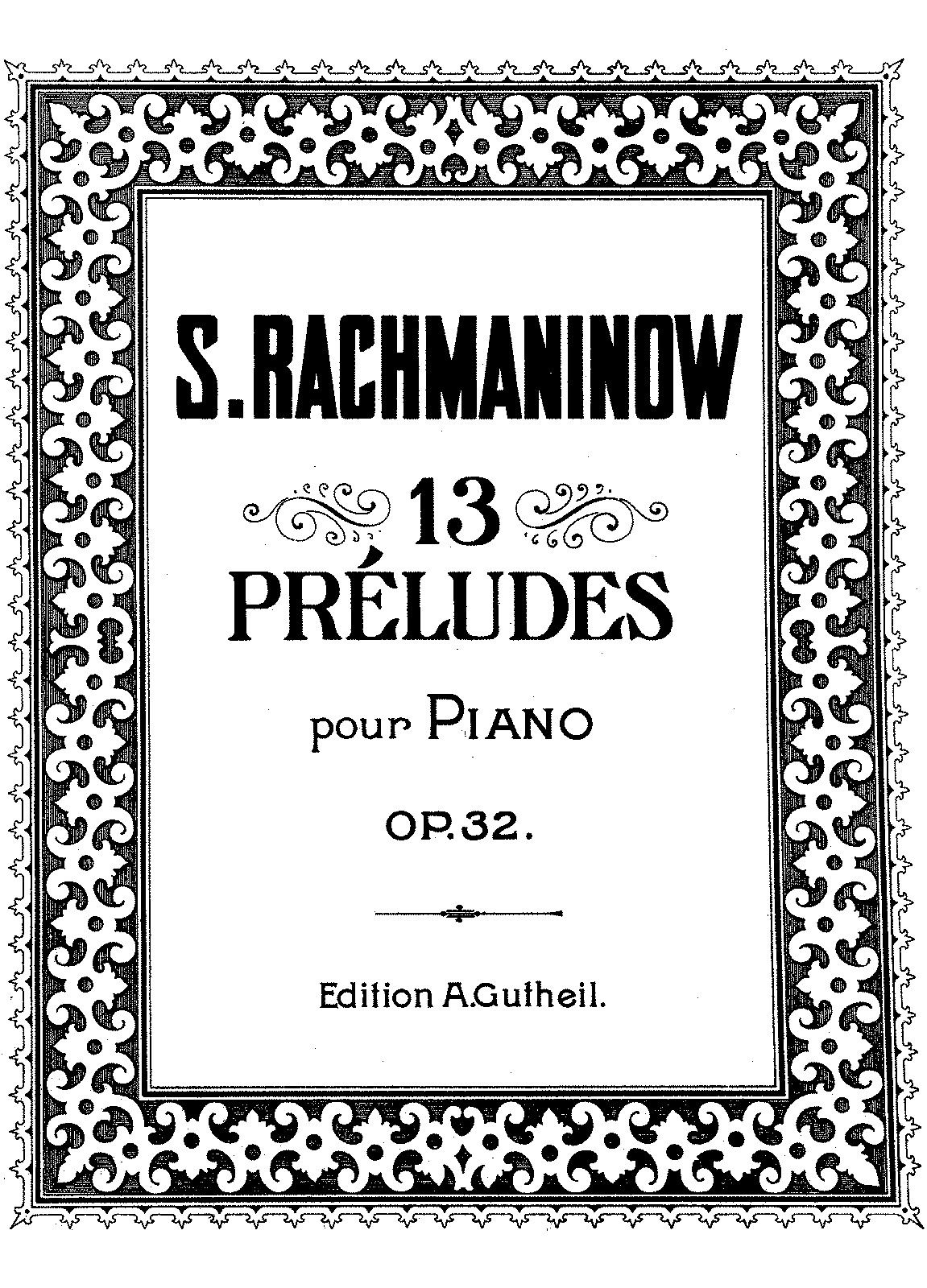
Portada de la primera edición de Los 13 Preludios de Rajmáninov, Op.32.

Los Trece preludios (en ruso: Тринадцать прелюдий, Trinadtsat prelyudiy), Op. 32, es una serie de trece preludios para piano solo, compuestos por Sergéi Rajmáninov en 1910.

## Composición
La Opus 32 contiene trece preludios:
- N.º 1 en do mayor (Allegro vivace)
- N.º 2 en si bemol menor (Allegretto)
- N.º 3 en mi mayor (Allegro vivace)
- N.º 4 en mi menor (Allegro con brio)
- N.º 5 en sol mayor (Moderato)
- N.º 6 en fa menor (Allegro appassionato)
- N.º 7 en fa mayor (Moderato)
- N.º 8 en la menor (Vivo)
- N.º 9 en la mayor (Allegro moderato)
- N.º 10 en si menor (Lento)
- N.º 11 en si mayor (Allegretto)
- N.º 12 en sol sostenido menor (Allegro)
- N.º 13 en re bemol mayor (Grave - Allegro)